# Munot
Munot je kružna utvrda iz 16. stoljeća u središtu švicarskog grada Schaffhausena. Okružena je vinogradima i predstavlja simbol grada. Ova tvrđava u obliku prstena sagrađena je u 16. stoljeću. Danas je turistička atrakcija i u njoj se održavaju razna događanja.
Sadašnji kompleks sagrađen je između 1564. i 1589. pod vodstvom gradskog majstora Heinricha Schwarza (1526. – 1593.), vjerojatno prema poznavanju rada Albrechta Dürera o kružnoj fortifikaciji.
Jedan je od rijetkih primjera prijelaza iz dvorca u modernu utvrdu. Munot je bio dio gradskih utvrda. Gradnja je koštala grad 47.528 guldena, što je odgovaralo troškovima izgradnje oko 800 gradskih kuća.

## Vanjske poveznice
- Slike Munota
- Slike, s kratkom poviješću na francuskom